# Urupia monstrosa
Urupia monstrosa — викопний вид саламандр, що існував у юрському періоді. Рештки амфібії виявлені у відкладеннях Ітатської формації у Березовському кар'єрі в Красноярському краї Росії. Рід Urupia походить від річки Урюп, що протікає неподалік типового місцезнаходження.
Описаний з фрагментів хребців, стегна та щелеп. За оцінками, саламандра сягала 60 см завдовжки.